# Jamie Oliver (kucharz)
James Trevor Oliver (ur. 27 maja 1975 w Clavering) – brytyjski kucharz, autor wielu programów i książek kulinarnych.

## Życiorys
W młodości był harcerzem. Później studiował w Westminster Catering College, pobierał praktyki także we Francji. Popularności przysporzyły mu liczne programy o tematyce kulinarnej, które prowadził. Jego pseudonim to „Nagi Szef”. Jako kucharz preferuje świeżą i ekologiczną żywność. W swojej ojczyźnie prowadzi krucjatę przeciw karmieniu dzieci fast foodami. Prowadził restaurację „Fifteen” w Londynie. W Polsce jego przepisy publikuje magazyn „Kuchnia”, a jego programy emitowane są w Canal+ Kuchnia. W 2015 roku ukazało się w Polsce pierwsze wydanie polskojęzycznej edycji magazynu JAMIE.

## Programy telewizyjne
- Nagi Szef (1998–2001)
- Przekręty Jamiego Olivera (2002)
- Restauracja Jamiego (2003)
- Jamie w szkolnej stołówce (2005)
- Wielka włoska wyprawa Jamiego (2005)
- Restauracja Jamiego – Australia (2006)
- Kucharz Jamiego (2007)
- Jamie w Domu (2007)
- Jamie, kolacja i kurczaki (2008)
- Jamie Oliver: Jak jeść i przeżyć (2008)
- Ministerstwo żywności Jamiego Olivera (2008)
- Jamie ratuje brytyjski bekon (2009)
- Jamie przemierza Amerykę (2009)
- Rodzinne święta Jamiego (2009)
- Żywieniowa rewolucja Jamiego Olivera (2010)
- 30 minut Jamiego (2010)
- Kulinarne wyprawy Jamiego (2010)
- Najpyszniejsze święta Jamiego (2010)
- Szkoła marzeń Jamiego (2011)
- Rybna kolacja Jamiego (2011)
- Ucztowisko Jamiego (2011)
- Cudowne lato Jamiego (2011)
- Jamie odkrywa Wielką Brytanię (2012)
- 15 minut Jamiego (2013)
- Jamie & Jimmy’s Food Fight Club (2013)
- Jamie Oliver: Najpiękniejszy jest koniec roku (2014)
- Gotuj sprytnie jak Jamie (2014)

## Książki
- Something for the Weekend, ISBN 0-14-102258-2.
- The Naked Chef, ISBN 0-7868-6617-9 (pol. Oliver w kuchni, 2004, ISBN 83-7319-533-5).
- The Return of the Naked Chef, ISBN 0-7181-4439-2.
- Happy Days with the Naked Chef, ISBN 0-7868-6852-X (pol. Lubię gotować, 2005, ISBN 83-7319-708-7).
- The Naked Chef Takes Off, ISBN 0-7868-6755-8.
- Jamie’s Kitchen, ISBN 1-4013-0022-7.
- Jamie’s Dinners, ISBN 1-4013-0194-0 (pol. Moje obiady, 2007, ISBN 978-83-7495-136-4).
- Jamie’s Italy, ISBN 0-7181-4770-7 (pol. Włoska wyprawa Jamiego, 2007, ISBN 978-83-7495-297-2).
- Cook With Jamie: My Guide to Making You a Better Cook, ISBN 0-7181-4771-5 (pol. Gotuj z Oliverem: przewodnik, dzięki któremu zostaniesz lepszym kucharzem, 2008, ISBN 978-83-7495-352-8).
- Jamie’s Little Book of Big Treats, ISBN 0-14-103146-8.
- Jamie at Home: Cook Your Way to the Good Life, ISBN 0-7181-5243-3 (pol. Jamie Oliver w domu: przez gotowanie do lepszego życia, 2009, ISBN 978-83-7495-595-9).
- Jamie’s Ministry of Food: Anyone Can Learn to Cook in 24 Hours, ISBN 978-0-7181-4862-1.
- Jamie’s Red Nose Recipes, ISBN 0-14-104178-1.
- Jamie does... Spain, Italy, Sweden, Morocco, Greece, France, ISBN 978-0-7181-5614-5.
- Jamie’s 30-minute Meals, ISBN 978-0-7181-5477-6.

## Literatura
- Stafford Hildred, Jamie Oliver: The Biography (2001) ISBN 1-903402-55-7.
- Gilly Smith, Jamie Oliver: Turning Up the Heat (2006) ISBN 0-233-00168-9.
- Gilly Smith, Jamie Oliver: The Kitchen Crusader (2006) ISBN 978-1-86200-414-6.
- Gilly Smith, Jamie Oliver: Człowiek. Jedzenie. Rewolucja (2010) ISBN 978-83-7731-012-0.